# ゆいかれん
ゆい かれん（9月6日 - ）は、日本の女優。元宝塚歌劇団月組の娘役スター。
愛知県名古屋市、聖霊中学校出身。身長163cm。血液型AB型。愛称は「ゆい」、「かれん」、「ゆーゆ」。
宝塚歌劇団時代の芸名は結愛 かれん（ゆい かれん）。
所属事務所はアービング。

## 来歴
2013年、宝塚音楽学校入学。
2015年、音楽学校卒業後、宝塚歌劇団に101期生として入団。入団時の成績は13番。月組公演「1789」で結愛かれんとして初舞台。その後、月組に配属。
2017年の「All for One」で新人公演初ヒロイン。ルイ14世を演じる。101期から初のヒロイン誕生となった。
その後も表現力豊かなダンスで作品に彩りを添え、月組の貴重な戦力として活躍してきたが、2023年4月30日、「応天の門／Deep Sea」東京公演千秋楽をもって、宝塚歌劇団を退団。
退団後はゆいかれんと改名し、芸能活動を再開。

## 人物
3歳からクラシックバレエのレッスンを始め、中学生になると様々なジャンルのダンスに興味を抱き、心の中の思いを身体で表現する楽しさに夢中になる。
母親の友人に勧められ、「エリザベート」のDVDで初めて宝塚歌劇に触れる。キラキラした世界に惹かれ、すぐに音楽学校受験を決意。
学生時代は部活動には入らず、毎日ダンススクールに通っていた。

## 宝塚歌劇団時代の主な舞台

### 初舞台
- 2015年4 - 6月、月組『1789-バスティーユの恋人たち-』（宝塚大劇場）[6]

### 月組時代
- 2015年6 - 7月、『1789-バスティーユの恋人たち-』（東京宝塚劇場）[6]
- 2015年11 - 2016年2月、『舞音-MANON-』 - 水の精霊『GOLDEN JAZZ』
- 2016年6 - 9月、『NOBUNAGA〈信長〉-下天の夢-』 - 新人公演：お市（本役：海乃美月）『Forever LOVE!!』
- 2016年10 - 11月、『Bow Singing Workshop〜月〜』（バウホール）
- 2017年1 - 3月、『グランドホテル』 - メイド、新人公演：フリーダ・フラム（フラムシェン）（本役：早乙女わかば／海乃美月）『カルーセル輪舞曲（ロンド）』[6][2]
- 2017年5月、『長崎しぐれ坂』 - 柳麗／おしま（幼年時代）『カルーセル輪舞曲（ロンド）』（博多座）
- 2017年7 - 10月、『All for One』 - 新人公演：ルイ14世（本役：愛希れいか） 新人公演初ヒロイン[6][8][2]
- 2017年12月、『Arkadia-アルカディア-』（バウホール） - デジレ
- 2018年2 - 5月、『カンパニー-努力（レッスン）、情熱（パッション）、そして仲間たち（カンパニー）-』 - 新人公演：瀬川由衣（本役：海乃美月）『BADDY（バッディ）-悪党（ヤツ）は月からやって来る-』 - バッディーズ
- 2018年7月、『愛聖女（サントダムール）-Sainte♡d’Amour-』（バウホール） - アマンド・オンドリィ
- 2018年8 - 11月、『エリザベート-愛と死の輪舞（ロンド）-』 - 娼婦、新人公演：マデレーネ（黒天使）（本役：天紫珠李）[2]
- 2019年1月、『ON THE TOWN（オン・ザ・タウン）』（東京国際フォーラム） - コンガ・クバーナ・ガールS
- 2019年3 - 6月、『夢現無双』 - 城太郎、新人公演：吉野太夫（本役：海乃美月）／白い烏（本役：天紫珠李）『クルンテープ 天使の都』[2]
- 2019年7 - 8月、『ON THE TOWN（オン・ザ・タウン）』(梅田芸術劇場） - ダイヤモンド・エディーズ・ガールS
- 2019年10 - 12月、『I AM FROM AUSTRIA-故郷（ふるさと）は甘き調（しら）べ-』 - ガブリエラ、新人公演：ミス・ツヴィックル（本役：白雪さち花）
- 2020年2月、『赤と黒』（御園座） - フェルヴァック元帥夫人
- 2020年9 - 2021年1月、『WELCOME TO TAKARAZUKA-雪と月と花と-』『ピガール狂騒曲』 - サラ
- 2021年3月、『幽霊刑事（デカ）〜サヨナラする、その前に〜』（バウホール） - 神崎亜佐子
- 2021年5 - 8月、『桜嵐記（おうらんき）』 - 饗庭氏直、新人公演：仲子（本役：白雪さち花）『Dream Chaser』
- 2021年10 - 11月、『川霧の橋』 - およし『Dream Chaser-新たな夢へ-』（博多座）
- 2022年1月、『今夜、ロマンス劇場で』 - 司みどり、新人公演：成瀬塔子（本役：彩みちる）『FULL SWING!』（宝塚大劇場）[2]
- 2022年2 - 3月、『今夜、ロマンス劇場で』 - 司みどり／写真の女、新人公演：成瀬塔子（本役：彩みちる）『FULL SWING!』（東京宝塚劇場）
- 2022年5月、『ブエノスアイレスの風』（日本青年館・ドラマシティ） - 管理人の娘
- 2022年7 - 10月、『グレート・ギャツビー』 - ヴィッキー
- 2022年11 - 12月、『ブラック・ジャック 危険な賭け』 - ベリンダ『FULL SWING!』（全国ツアー）
- 2023年2 - 4月、『応天の門』 - 大師『Deep Sea-海神たちのカルナバル-』 退団公演[8][2]

### 出演イベント
- 2017年12月、タカラヅカスペシャル2017『ジュテーム・レビュー-モン・パリ誕生90周年-』
- 2018年12月、タカラヅカスペシャル2018『Say! Hey! Show Up!!』
- 2019年1月、『演劇人祭』[注釈 1][10]

## 宝塚歌劇団退団後の主な活動

### ドラマ
- 2023年8月、TBS系『18/40〜ふたりなら夢も恋も〜』第4話 - 坂本[1]
- 2023年8月、テレビ東京系『やわ男とカタ子』第4・5話 - 片桐えみこ[11]
- 2023年10 - 12月、日本テレビ『秘密を持った少年たち』 - 夏川理央子[12][1]
- 2024年1月、NHKBS時代劇『あきない世傳 金と銀』第4話 - お清
- 2024年1月、フジテレビ系『大奥』 - お菊
- 科捜研の女 season24 第7話（2024年8月21日、テレビ朝日） -平田まどか 役
- ナンバーワン戦隊ゴジュウジャー 第8話（2025年4月13日、テレビ朝日） - 女性社員 役[13]
- 低体温男子になつかれました。（2025年5月8日 - 6月26日、TOKYO MX1） - 上原理沙 役[14]
- リベンジ・スパイ（2025年7月5日 - 、テレビ朝日） - 汐見明日香 役[15]